# VfV Borussia 06 Hildesheim
Maillots
Le VfV Borussia 06 Hildesheim est un club allemand de football localisé à Hildesheim en Basse-Saxe.
Le club tire son nom actuel d’une fusion, survenue en 2003, entre la section football du  VfV Hildesheim et le SV Borussia Hildesheim.

## Histoire

### Introduction
Le 22 septembre 1945, 44 sportifs tous membres d’anciens clubs de la localité se réunirent dans un club-house de la Johanniswiese et fondèrent l’Association pour les sports populaires, en allemand : "Verein für Volkssport".
Le nouveau cercle rassembla 18 anciennes associations, de diverses disciplines:
- Arbeiter Turn- und Sportverein "Vorwärts" von 1895,
- Freie Turnerschaft Moritzberg von 1904,
- Fußballverein "Britania" von 1904,
- Fußballclub "Preußen" von 1907 (plus tard nommé "Hildesheim 07"),
- Freie Schwimmer von 1913,
- Freie Sportliche Vereinigung von 1918,
- Verein für Rasenspiele von 1920,
- Hildesheimer Sportverein von 1927,
- Turnklub von 1930,
- Radsportverein "Hildesia" von 1932,
- Sportverein "Jungborn",
- Radfahrverein Fahr Wohl",
- Radfahrverein Schwalbe",
- Freie Kegler,
- Kraftsportverein Frisch Auf",
- Boxfreunde,
- Arbeiter-Kegler Ortsgruppe Hildesheim,
- Kanuklub Möwe".

Initialement, le club compta des sections de football, de Gymnastique, de handbal et de natation. Ensuite vinrent s’ajouter, le cyclisme (1946), l’athlétisme (1948), une fanfare (1953) et le bowling (1976).

### FV Britania
Le plus ancien club de football de la localité était le FV Britania 1904 qui avait fondé par des jeunes Anglais. En 1907, le Britania avait été renommé Sportverein Hohenzollern, puis VfB Hildesheim après la Première Guerre mondiale. En 1922, ce club avait fusionné avec le HSV 07  pour former le SpVgg Hildesheim vom 1907.

### Hildesheim 07
Le Hildesheim 07 fut le prédécesseur le plus glorieux du VfV. Il est de nombreuses racines venant de fusions ou d’unions entre plusieurs clubs locaux.
Un club avait été créé sous l’appellation FC Discordia 1907, mais une fois la fédération mise au courant, elle n’accepta pas le nom Discordia (discorde) et le club fut rapidement rebaptisé FC Preußen 07.
En 1918 une section football fut créée au sein du Arbeiter Turn-und Sportverein Vorwärts von 1895. Cette section reçut le nom de Sportliche Vereinigung von 1918. Elle devint indépendant en 1922.
En 1919, le FC Preußen 07 et le Sportverein Jungborn das Licht der Welt (littéralement: l’Association Sportive de la Jeunesse qui éclaire le Monde) fusionnèrent pour former le Hildesheimer SV 07
En 1922, une fusion entre le Hildesheimer SV 07 et le VfB Hildesheim avait formé le SpVgg Hildesheim 07.
En 1927, fut fondé le Hildesheimer Sportverein von 1927.
En 1928, un autre club, le VfR Hildesheim 1920 avait participé au tour finalpour la montée en Bezirksliga Südhannover/Braunschweig (la plus haute série régionale de l’époque).
En 1933, après l’arrivée au pouvoir des Nazis, les membres du  Sportliche Vereinigung von 1918 (dont le club initial était une association ouvrière donc interdite par le régime hitlérien) durent rejoindre soit le SpVgg Hildesheim 07, soir le VfR Hildesheim. Les membres du Hildesheimer Sportverein von 1927 furent à faire la même chose.
En 1937 avait eu lieu une fusion entre le SpVgg Hildesheim 07 et le VfR Hildesheim 1920 pour créer le Hildesheimer SV 1907
En 1942 avait eu lieu une fusion exigée par les Nazis entre le  Hildesheimer SV 07, le  Wasserfreunde 1913 et le  Turnklub 1930 pour former le Turn-Spiel-und Schwimmverein (TuSS) Hildesheim 07.
En 1943, le TuSS Hildesheim 07 fit une association sportive de guerre (en Allemand: Kriegspielgemeinschaft - KSG) avec le SV Borussia 06 Hildesheim et joua sous le nom de KSG Hildesheim 06/07.
En 1945, tous les clubs et associations allemands furent dissous par les Alliés (voir article: Directive n°23).

#### VfV Hildesheim
Le VfV Hildesheim monta en Oberliga Nord en 1958 et y joua jusqu’à la dissolution de cette ligue, en 1963, lors de la création de la Bundesliga. Son meilleur classement fut une 3e place décrochée lors de la saison 1961-1962.
Le club joua ensuite trois saisons en Regionalliga Nord (équivalent D2). Se sauvant de justesse lors des deux premiers exercices, le cercle ne put éviter la relégation en fin de saison 1966-1967.
En 2002, le VfV Hildesheim monta en Oberliga Bremen/Niedersachsen. Mais deux saisons plus tard, la fédération du Nord fusionna cette ligue avec la Oberliga Hamburg/Schleswig-Holstein pour reconstitué une Oberliga Nord (niveau 4).

### SV Borussia 06 Hildesheim
Le club initial fut fondé le 1er juillet 1906, sous l’appellation FC Hildesheim. En 1919, ce club s’associa avec le FC Himmelsthür 1912 pour former le Rasensportverein (RSV) 06 Hildesheim (RSV).
Dissous, en 1945, comme tous les clubs allemands, En 1946, le club fut reconstitué par la fusion du « RSV Hildesheim 06 » et de la « Reichsbahn SG » pour former le « RSV Borussia 06 ». En 1948, la section dépendant des Chemins de fer (Bahn) se retira et le club fut rebaptisé « SV Borussia 06 ».
Le 12 mai 2003, le club fusionna avec la section football du VfV Hildesheim pour former le VfV Borussia 06 Hildesheim.

### VfV Borussia 06 Hildesheim
Lors de la saison 2003-2004, pour se première année d’existence, le VfV Borussia 06 Hildesheim termina 15e sur 18 en une Oberliga Nord (niveau 4). À la suite de la fusion de ligues citée ci-dessus, le club redescendit en Verbandsliga (niveau 5).
En 2010, le club évolue au niveau 5 désormais renommé Oberliga Niedersachsen.

## Sources et liens externes
- Website officiel du VfV Borussia 06 Hildesheim
- Website officiel du VfV Hildesheim
- Section football du VfV Hilsheim
- Siegfried Josopait, Gerd Rump: Verein für Volkssport e.V. Hildesheim: 100 Jahre Verein für Volkssport in Hildesheim: Vom Arbeiterturnverein zum Sportverein für alle - Herausgeber: Verein für Volkssport e.V. Hildesheim (VfV). Verlag: Gebrüder Gerstenberg, Hildesheim  (ISBN 3-8067-8502-3)
- Hardy Grüne: Legendäre Fußballvereine Norddeutschland  (ISBN 3897842238).
- Archives des ligues allemandes depuis 1903
- Base de données du football allemand